# Carl E. Heiles
Carl Eugene Heiles (* 22. September 1939 in Toledo, Ohio) ist ein US-amerikanischer Astronom.
Heiles studierte an der Cornell University mit dem Bachelor-Abschluss als Ingenieur 1962 und wurde 1966 an der Princeton University in Astrophysik promoviert. Seit 1966 ist er Professor an der University of California, Berkeley. 1973 wurde er Sloan Research Fellow.
Er war 1983 Gastwissenschaftler an der Universität Grenoble, 1969/70 an der Cornell University und 1990 an der University of Colorado Boulder.
Er befasst sich mit Radioastronomie und Interstellarer Materie (Rolle diffuser Gase). Er war 1982 an der Entdeckung des ersten Millisekunden-Pulsars PSR B 1937+21 beteiligt, mit 1,55 Millisekunden Rotationszeit.
Mit Michel Hénon ist er für das Henon-Heiles-Modell bekannt, das Bedeutung in der Chaostheorie hat.
Er ist Mitglied der National Academy of Sciences und der American Academy of Arts and Sciences. 1989 erhielt er den Dannie-Heineman-Preis für Astrophysik.